# Chandpur
För andra betydelser, se Chandpur (olika betydelser).

Chandpur är en stad vid floden Meghna i sydöstra Bangladesh och ligger i provinsen Chittagong. Staden (Chandpur Paurashava) hade 159 021 invånare vid folkräkningen 2011, på en yta av 22,91 km². Hela storstadsområdet hade 171 065 invånare 2011, på en yta av 26,82 km². Chandpur blev en egen kommun 1897.